# (2897) Ole Römer
(2897) Ole Römer – planetoida z pasa głównego asteroid okrążająca Słońce w ciągu 3 lat i 136 dni w średniej odległości 2,25 j.a. Została odkryta 5 lutego 1932 w Landessternwarte Heidelberg-Königstuhl w Heidelbergu przez Karla Reinmutha.
Nazwa planetoidy pochodzi od Ole Rømera (1644-1710), duńskiego astronoma. Przed nadaniem nazwy planetoida nosiła oznaczenie tymczasowe (2897) 1932 CK.